# هو یون جین
هو یون جین (کره‌ای: 허윤진؛ زادهٔ ۸ اکتبر ۲۰۰۱) خواننده-ترانه‌سرای کره‌ای آمریکایی است که در کره جنوبی فعالیت می‌کند. او یکی از اعضای گروه دخترانه لسرافیم است.

## اوایل زندگی و تحصیلات
هو یون جین زادهٔ سئول، کره جنوبی در ۸ اکتبر ۲۰۰۱ است و در نیسکایونا، نیویورک، ایالات متحده آمریکا با نام انگلیسی جنیفر هو بزرگ شد. او در دبیرستان نیسکایونا دانش آموز بود و سپس در ۴ مارس ۲۰۱۹، به دبیرستان هانلیم برای تحصیل در دپارتمان موسیقی منتقل شد.